# 根佩納赫

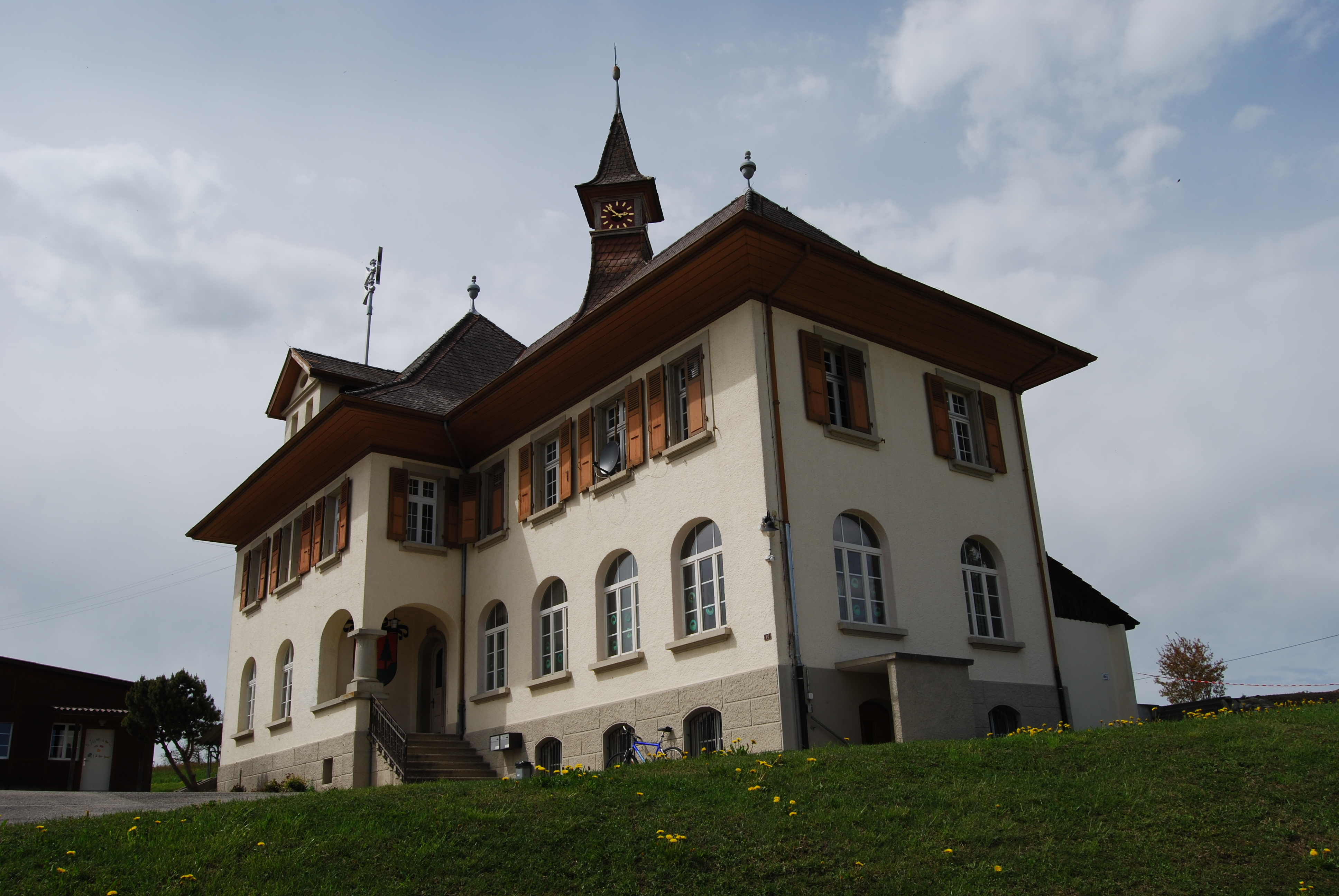

根佩納赫是瑞士的城鎮，位於該國西部，由弗里堡州負責管轄，面積1.69平方公里，海拔高度501米，2011年人口290，八成人口信奉基督教，人口密度每平方公里172人。